# الفرقة 82 المحمولة جوا
الفرقة 82 المحمولة جواً هي فرقة مشاة محمولة جواً تابعة ل‍جيش الولايات المتحدة متخصصة في عمليات الهجوم بالمظلات في المناطق المحظورة مع اشتراط وزارة الدفاع الأمريكية «الاستجابة لحالات الطوارئ في الأزمات في أي مكان في العالم في غضون 18 ساعة». يقع مقر الفرقة 82 المحمولة جواً في فورت براغ بولاية نورث كارولينا، وهي جزء من الفيلق الثامن عشر المحمول جواً. الفرقة 82 المحمولة جوا هي أكثر الفرق المتنقلة إستراتيجيا في الجيش الأمريكي. وفي الآونة الأخيرة، قامت الفرقة 82 المحمولة جوا بعمليات في العراق، حيث قدمت المشورة والمساعدة ل‍قوات الأمن العراقية.
وقد تم تشكيل الفرقة، التي كانت في الأصل الفرقة 82، في الجيش الوطني في 5 أغسطس 1917، بعد وقت قصير من دخول الولايات المتحدة الحرب العالمية الأولى. وقد نظمت في 25 أغسطس 1917 في معسكر غوردون، جورجيا، ثم عملت بتميز في الجبهة الغربية في الأشهر الأخيرة من الحرب العالمية الأولى. خدمت الفرقة لاحقًا في الحرب العالمية الثانية حيث أعيد تشكيلها في أغسطس 1942 كأول فرقة محمولة جواً للجيش الأمريكي وقاتلت في العديد من الحملات خلال الحرب أشهرها معركة غابة هورتغن.